# Parallelomma vittatum
Parallelomma vittatum är en tvåvingeart som först beskrevs av Johann Wilhelm Meigen 1826.  Parallelomma vittatum ingår i släktet Parallelomma, och familjen kolvflugor. Arten är reproducerande i Sverige.